# Kościół św. Trójcy w Tryszkach
Kościół św. Trójcy w Tryszkach – kościół w Tryszkach (Litwa).
Zbudowany w 1751, później remontowany w latach 1827, 1869 i 1928.
Drewniany, trójnawowy z transeptem. Do bryły głównej przylega pięcioboczne prezbiterium i dwie zakrystie. Dach wysoki, z naczółkiem od frontu. Wieżyczka ze szpiczastym dachem nad skrzyżowaniem naw.
W kościele znajdują się trzy ołtarze, z których jeden, wczesnobarokowy, poświęcony jest Matce Bożej Szkaplerznej.

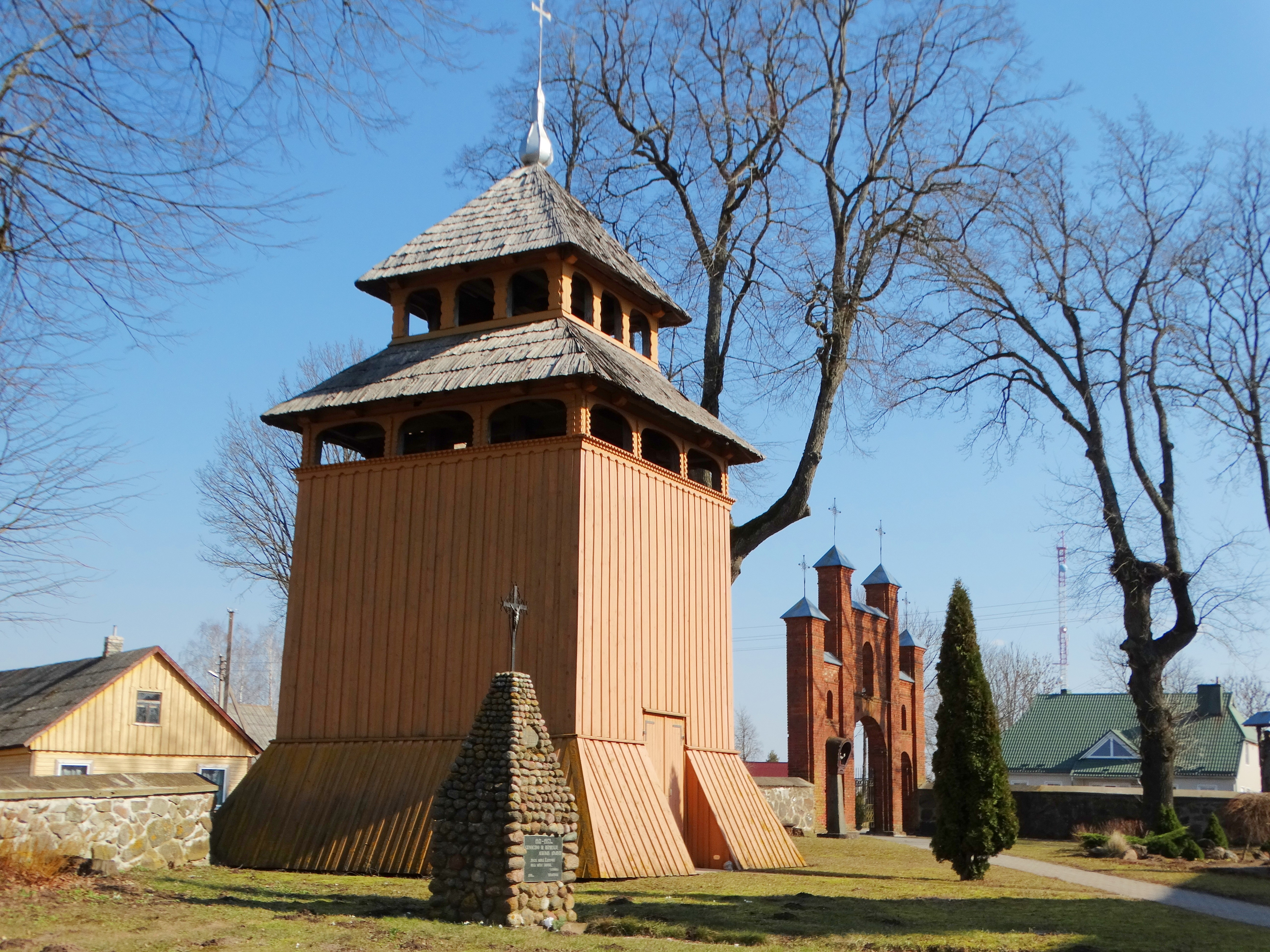
Dzwonnica

Obok kościoła znajduje się wolnostojąca, czworokątna dzwonnica z dachem łamanym i galeryjkami.